# Langberg (Handewitt)
Langberg ist ein Ortsteil der Gemeinde Handewitt.

## Lage
Er liegt westlich der Flensburger Stadtteile Friesischer Berg und Weiche. Vom Friesischen Berg führte über Jahrhunderte der Langberger Weg zu diesem Ort. Besagter Weg existiert heute zwar noch, ist jedoch in Teilen durch andere Verkehrswege und Gebäude unterbrochen. Direkt nördlich von Langberg liegt Gottrupel. Der Hauptort der Gemeinde Handewitt liegt einen Kilometer weiter westlich. Dort befindet sich auch, zwei Kilometer von Langberg entfernt, die Kirche Handewitt auf einem Hügel, der ebenfalls „Langberg“ genannt wird. Das Straßendorf Langberg unterteilt sich im Übrigen in die Straßenbereiche Oberlangberg im Norden und Unterlangberg im Süden. Die Hauptzufahrtsstraße von Flensburg stellt heute der Flugplatzweg dar. Direkt östlich von Langberg liegt der Flugplatz Flensburg-Schäferhaus.

## Geschichte
Der Hintergrund der Ortsbenennung ist unklar. Bei Unterlangberg befand sich der Hügel Gallepol. Beim „Galgenhügel“ fand neben dem Hochgericht, also Hinrichtungen, auch Thing statt. Langberg war früher eine Hufe, die sich schon in Ober- und Unterlangberg aufteilte. Auf der Karte der Preußischen Landesaufnahme wurde Langberg verzeichnet.
Vor dem 20. Jahrhundert besaß Langberg keine eigene Schule. Erst im Jahr 1906 entstand dort die Distriktschule Handewitt. Während des Zweiten Weltkrieges wurde der benachbarte Flugplatz im Zuge der Luftangriffe auf Flensburg mehrfach von britischen und US-amerikanischen Flugzeugen beschossen. Im Herbst 1943 wurden bei einem Luftangriff auf den Flugplatz Flensburg-Schäferhaus zwei Häuser in Oberlangberg in Brand geschossen (das Haus der Familie Herrmansen (Oberlangberg 1) sowie das Familie Kopp (Oberlangberg 4)). Als nach dem Zweiten Weltkrieg im Jahr 1946 der Schulunterricht wieder aufgenommen wurde, besuchten die Langberger Kinder die Schule in Handewitt. Die britische Militärregierung plante eine Erweiterung des Flugplatzes Schäferhaus, weshalb einige Langberger Häuser mitsamt der Langberger Schule abgerissen wurden. Zur Ausführung der Erweiterungspläne des benachbarten Flughafens kam es jedoch dann doch nicht. 1949 erhielt die Langberger Schule einen Neubau. 1969 wurde die Schule letztlich geschlossen.